# Benthamiella chubutensis
Benthamiella chubutensis är en potatisväxtart som beskrevs av Soriano. Benthamiella chubutensis ingår i släktet Benthamiella och familjen potatisväxter. Inga underarter finns listade i Catalogue of Life.